# Шмоль, Ульрих
Ульрих Шмоль (1906, Леопольдсхафен, Вюртемберг — ?). Немецкий лингвист, длительное время работавший также в Испании.
Профессор Франкфуртского университета, а позднее — Гейдельбергского. Специализировался в языках доримской Италии (лигурский, сиканский, сикульский и др.), о которых опубликовал книги «Догреческие языки Сицилии» (1958) и «Лигурские топонимы» (1962). Также изучал доримские языки Пиренейского полуострова, о которых опубликовал книгу «Докельтские индоевропейские языки Испании и кельтиберский язык» (1959). Жуан Куруминас, опираясь на работы Шмоля о докельтском субстрате, предложил гипотезу об индоевропейском докельтском языке, который он назвал соротаптическим. В книге «Южнолузитанские надписи» (1961) Шмоль обращается к проблеме расшифровки надписей из Алгарве (Португалия) и, кроме того, изучает их связь с надписями в Андалусии и даже в юго-восточной части Испании. Его учениками был ряд лингвистов, таких, как Юрген Унтерманн, которые внесли важный вклад в изучение палеоиспанских языков и палеоиспанского письма. Носовым звукам в иберском и кельтиберском языках был посвящён его труд «Die iberischen und keltiberischen Nasalzeichen».